# 燃える雲
『燃える雲』（もえるくも）は、1967年5月3日に公開された日本映画。福本和也の小説『航空検察官』を原作とするアクション映画である。製作・配給は日活。監督は野村孝。主演は渡哲也。

## あらすじ
ジェット機の腕の立つパイロットであった朝日奈隆。宗方の紹介で航空検察官の任に就いた隆は、香港と南ベトナムで組織的に行われている踊り子人身売買事件に立ち向かう。

## キャスト
- 朝日奈隆：渡哲也
- 貝塚文男：高橋英樹
- 黒田健：宍戸錠
- 宗方一郎：二谷英明
- 守山冴子：十朱幸代
- 立花：深江章喜
- 久保：黒木佑
- 八代マチ子：浜川智子（浜かおる）
- 林泰三：大滝秀治
- 江見京子：斉藤チヤ子
- 増沢：郷鍈治
- 秋山：庄司永建
- 金宗守：榎木兵衛
- チェリー95便の機関士：柳瀬志郎
- チェリー95便の副操縦士：長弘
- チェリー航空幹部：河野弘
- 現場監督：宮原徳平
- チェリー航空幹部：雪丘恵介
- チェリー95便の乗客：鏑木はるな
- 管制官：小柴隆（小柴尋詩）
- ヤン・ミン：村井健二
- チェリー203便の機関士：平塚仁郎
- 工事現場の食堂の作業員：熱海弘到
- クラブ「フェニックス」のバーテン：吉田武史（沖田駿一）
- 電波監理局担当者：久遠利三
- 福田の妻：谷川玲子
- チェリー203便のスチュワーデス：大谷木洋子
- 島みどり：中庸子
- チェリー95便のスチュワーデス：西原泰江
- 工事現場の食堂の従業員：萩道子
- 航空指導：中馬穣
- 擬斗：高瀬将敏
- 張志景：内田良平
- チェリー航空95便の機長：葉山良二
- 福田：池部良

## スタッフ
- 監督：野村孝
- 原作：福本和也
- 脚本：藤井鷹史、蘇武道夫、小川英
- 企画：園田郁毅
- 音楽：伊部晴美
- 航空撮影：長谷部安春、森勝

## 同時上映
- 嵐来たり去る